# José Enrique Marrero Regalado
José Enrique Marrero Regalado fue un arquitecto español. Nació en Granadilla de Abona (Tenerife, Canarias), el 8 de febrero de 1897 y falleció el 17 de enero de 1956 en Santa Cruz de Tenerife. 
Es autor de varias obras arquitectónicas de la ciudad de Santa Cruz de Tenerife como el Palacio Insular, el Mercado de Nuestra Señora de África, la Casa Cuna o el Cine Víctor. También es el autor del Auditorio Teobaldo Power de La Orotava, la Basílica de Nuestra Señora de la Candelaria y un gran proyecto inacabado: la leproseria de Arico en Abades. En otras islas del archipiélago firmó los proyectos de dos paradores nacionales de turismo edificados en 1951: el de Arrecife (Lanzarote) y Santa Cruz de La Palma (La Palma).
Su estilo "canarista" o neo-canario tiene una serie de elementos particulares como el aspecto recargado y monumental (barroco colonial), siempre dentro del estilo franquista de la arquitectura de Posguerra. Fue también fiscal de Vivienda.

## Obras

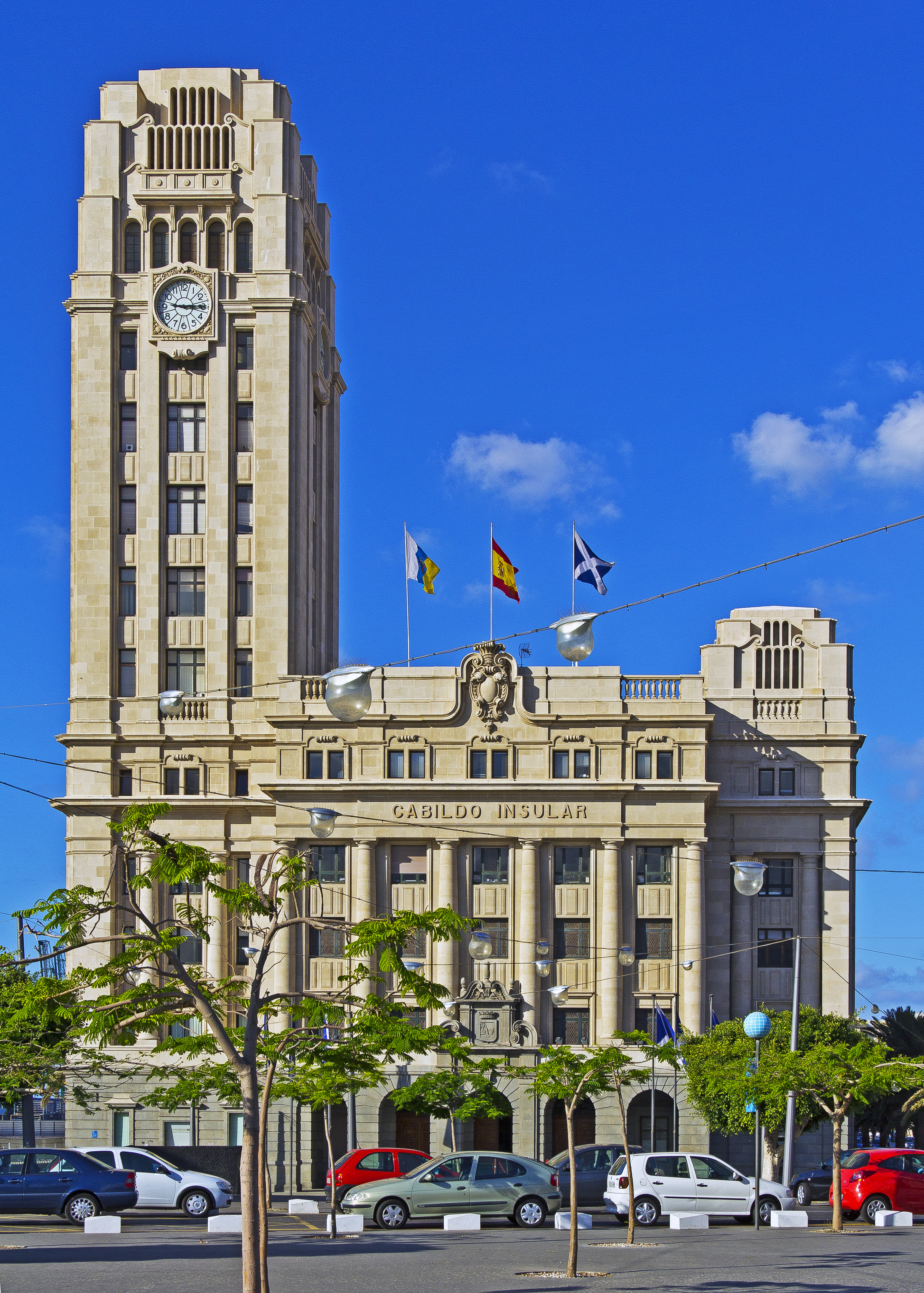
Edificio del Palacio Insular de Tenerife
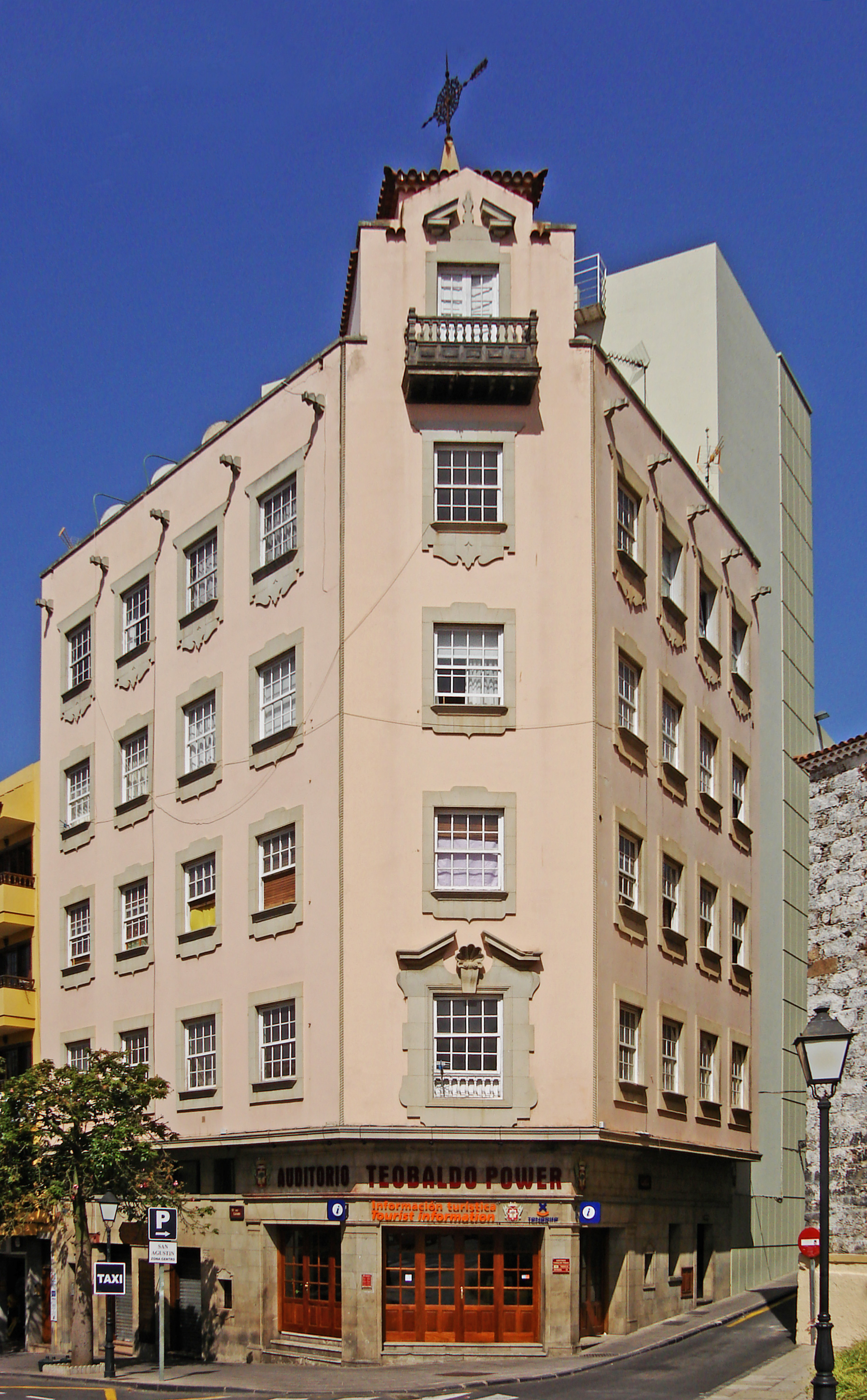
Auditorio Teobaldo Power, La Orotava.
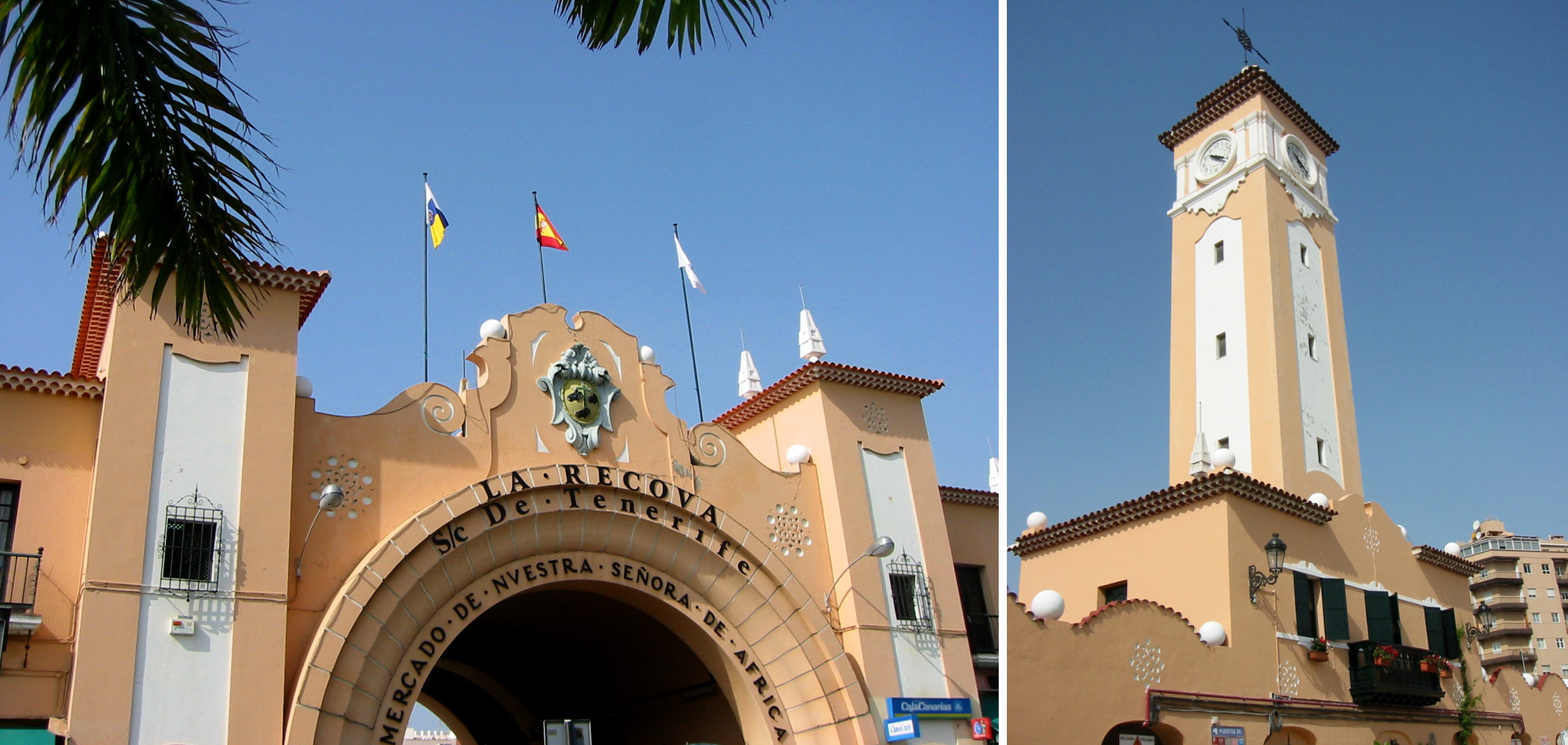
Mercado de Nuestra Señora de África
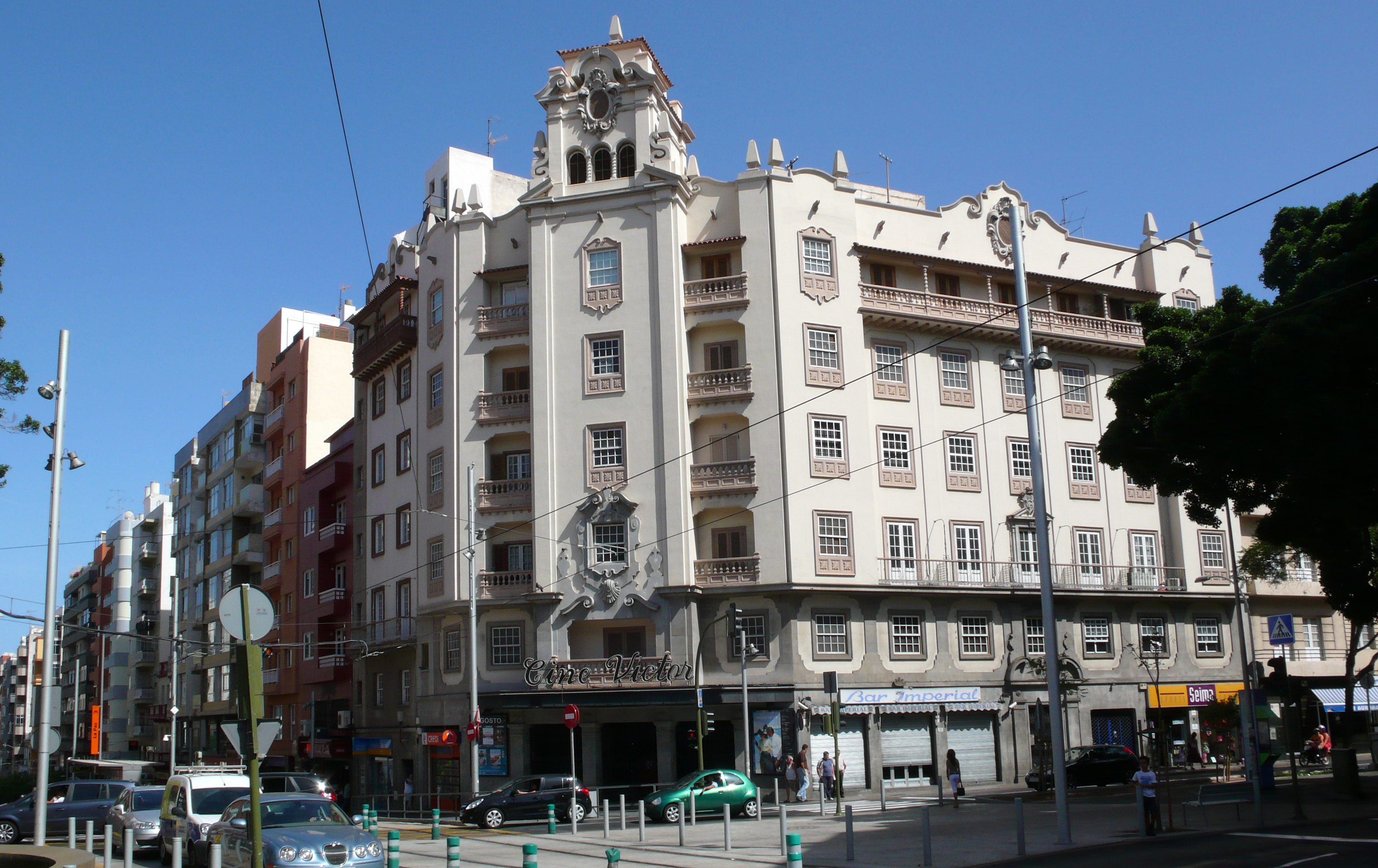
Cine Víctor
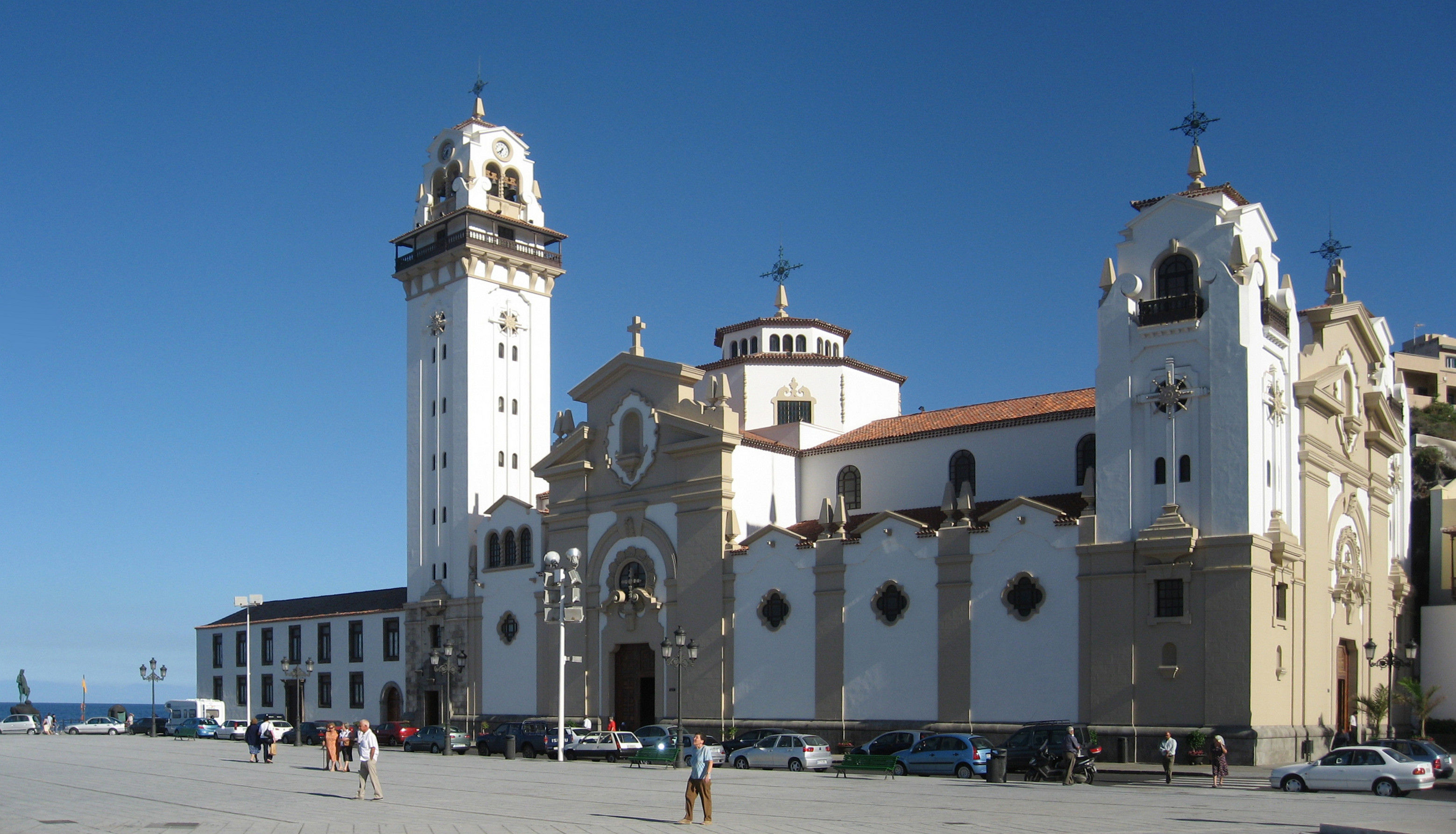
Basílica de Nuestra Señora de la Candelaria
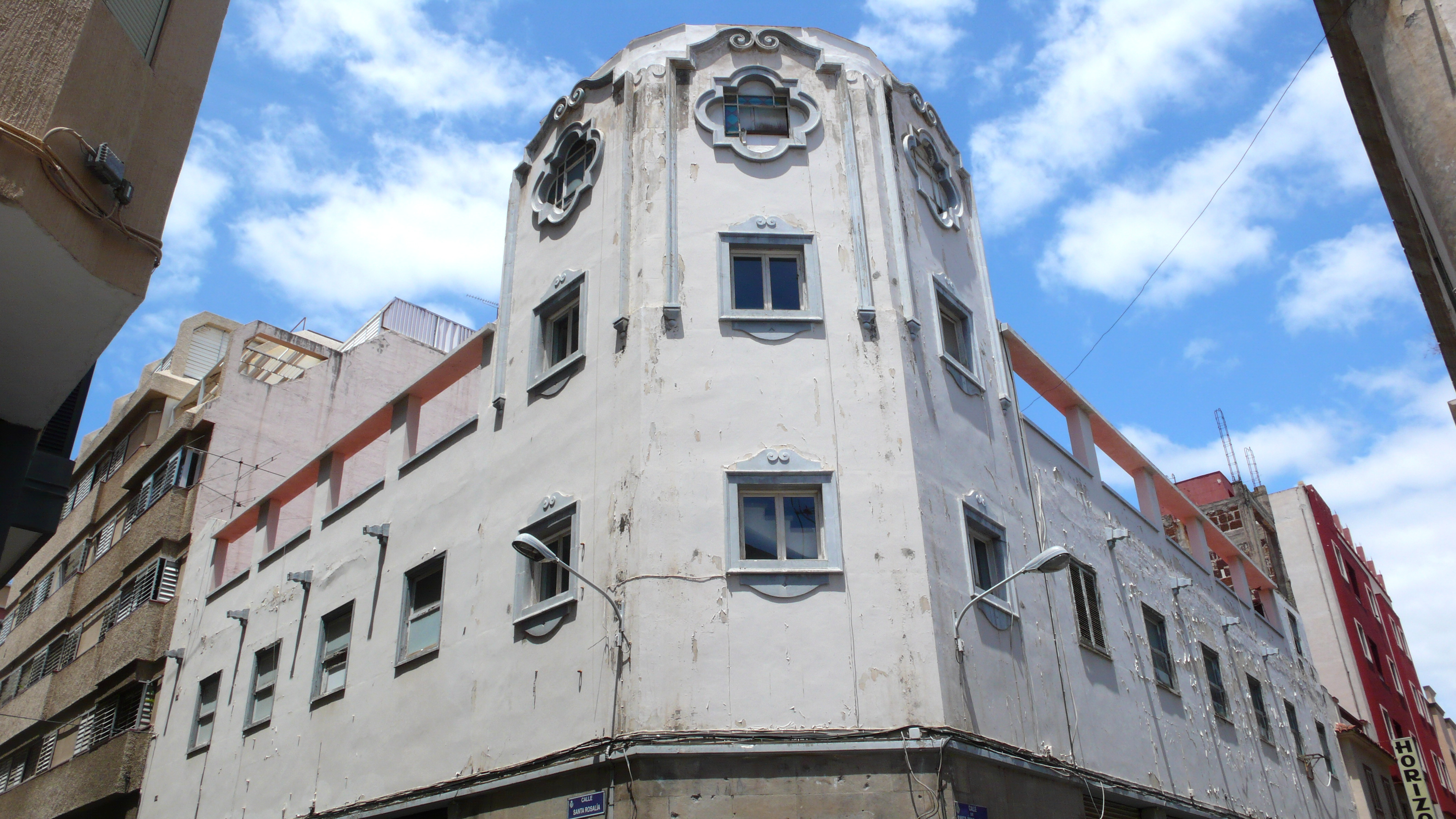
Edificio anexo al Cine Royal Victoria en Santa Cruz de Tenerife.
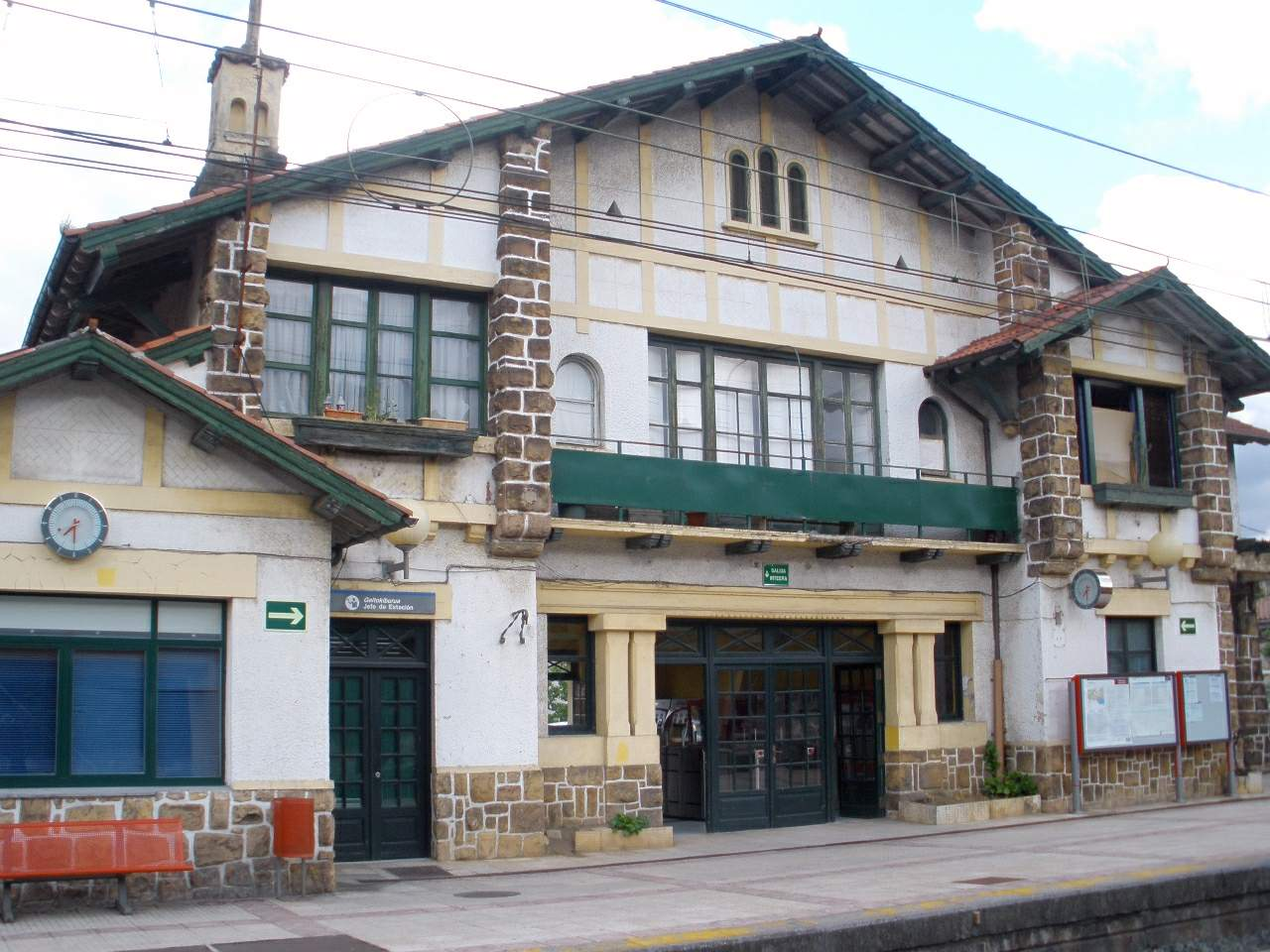
Estación de Arrigorriaga en Vizcaya.
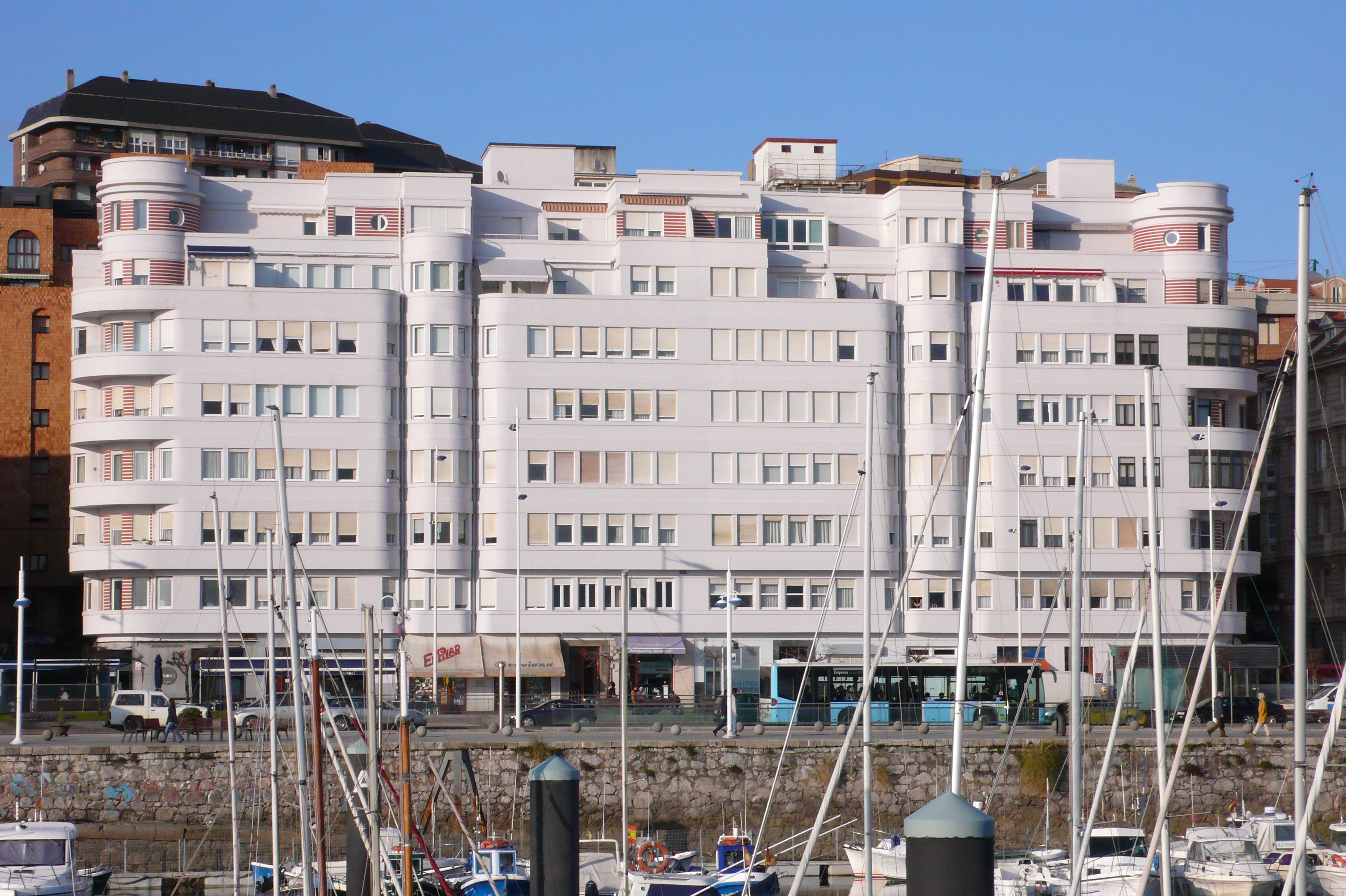
Edificio Siboney en Santander.
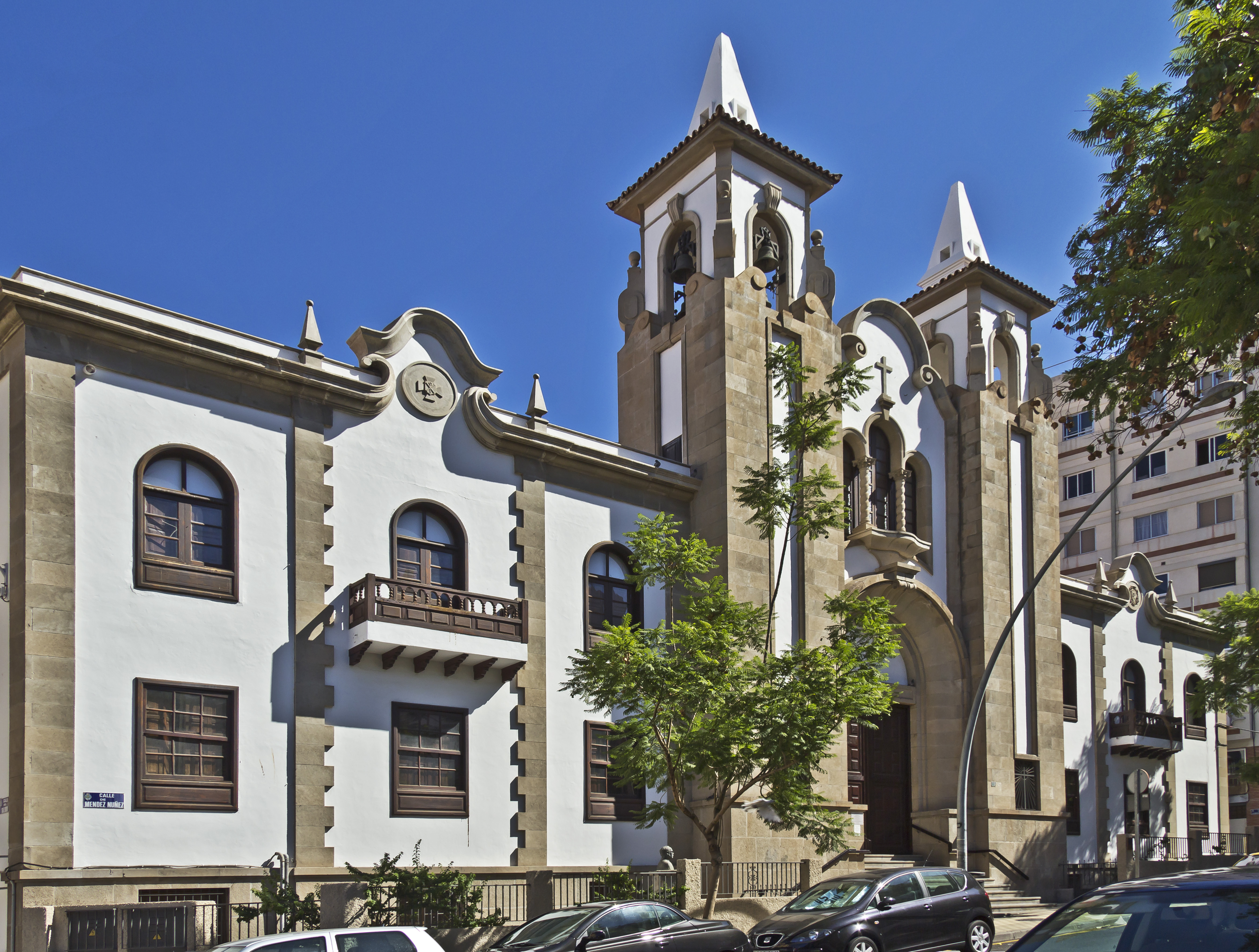
Iglesia de San José de la capital tinerfeña.
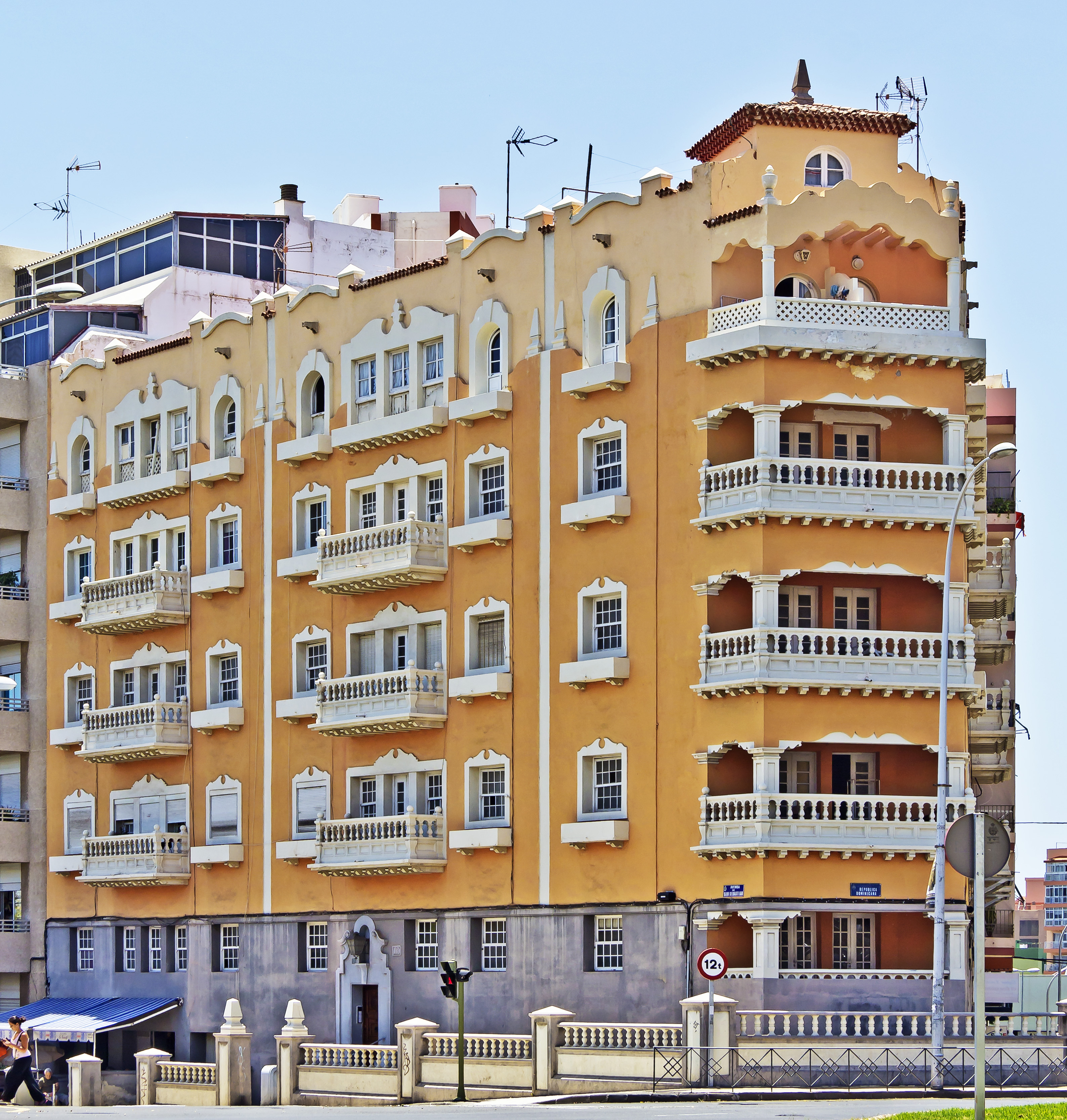
Edificio Padrón en la santacrucera Avda. San Sebastián.
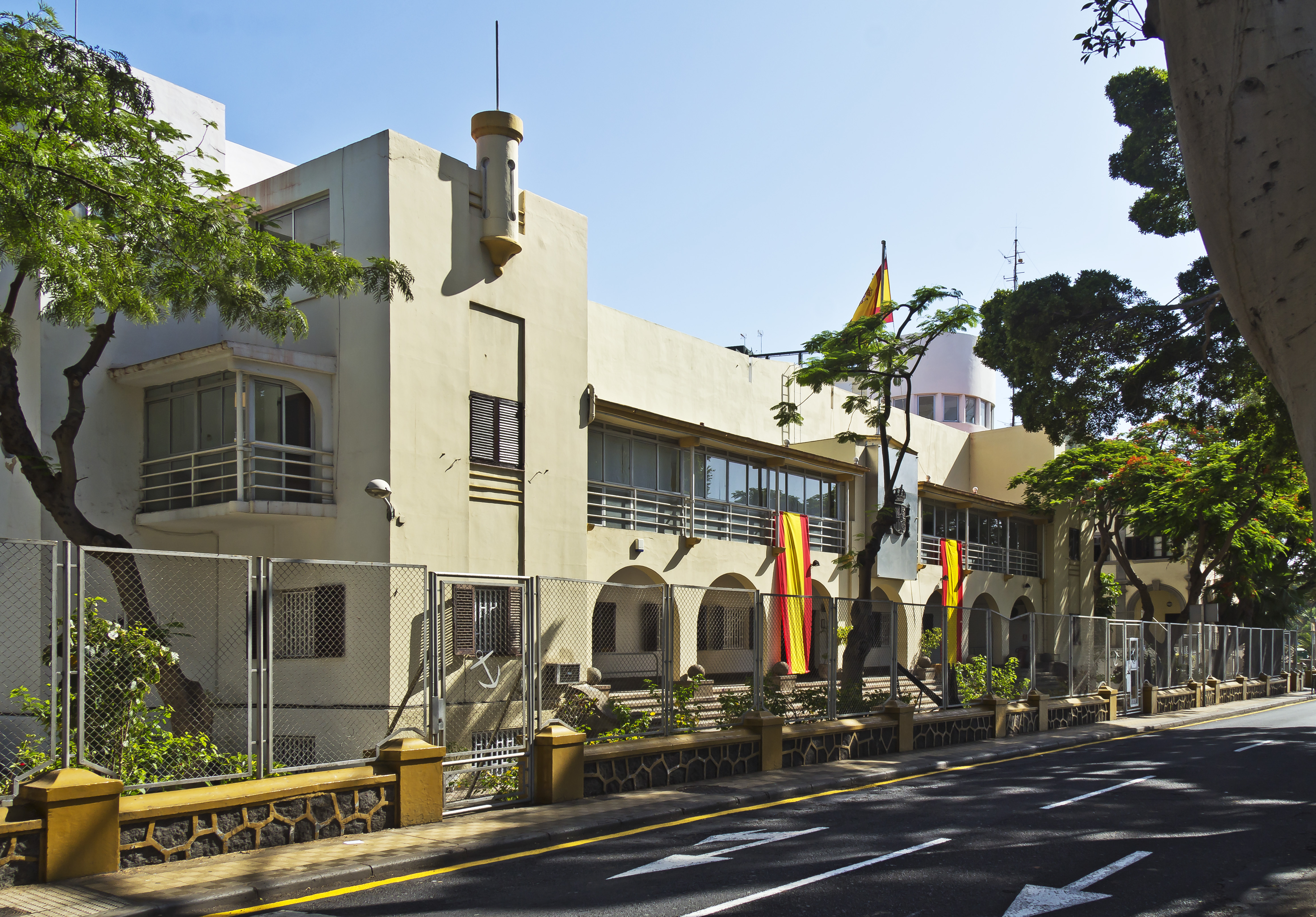
Comandancia de Marina de Santa Cruz.